# Bruno La Ronga
 (octobre 2019).
Bruno La Ronga (San Severo, 1953) est un communiste italien, militant de Prima Linea au cours des années de plomb. Impliqué dans des mouvements d'extrême gauche dans la première moitié des années 1970, il dirigea et participa à plusieurs des attaques les plus sanglantes de la nouvelle organisation d'extrême gauche; arrêté en mai 1980, dans les années 1980, il s'est dissocié de la lutte armée.

## Biographie
Né à San Severo (province de Foggia), mais élevé à Milan, La Ronga est entré en contact avec les mouvements de jeunesse d'extrême gauche en milieu scolaire, fréquentant ITIS, où luttes politiques et radicalisme étaient présents depuis soixante-huit. Entrant en contact avec une série de militants issus des nombreux groupes de gauche inscrits dans la constitution du milieu des années 1970, avec lesquels il a noué de solides liens d'amitié, La Ronga est devenue partie intégrante de Senza Tregua en 1975, une nouvelle organisation composite. de la lutte armée généralisée née de l'union d'éléments de Lotta continua, des groupes Corrente de Roberto Rosso et Enrico Baglioni et Frazione de Piero Del Giudice, ainsi que d'ouvriers des usines milanaises.
Pleinement engagé dans l'activité militaire de cette organisation, Bruno La Ronga a été impliqué dans le premier meurtre politique dont le mouvement d'extrême gauche bigarré était responsable. Le 29 avril 1976 à Milan, il figurait parmi les membres, aux côtés d'Enrico Galmozzi, autre militant éminent de Senza Tregua, et de Giovanni Stefan, du groupe armé qui avait tué dans une embuscade le conseiller du Mouvement social italien – Droite nationale Enrico Pedenovi, en représailles. pour l'agression meurtrière subie par le jeune militant de gauche Gaetano Amoroso par un groupe d'extrême droite,.
À l'été 1976, Bruno La Ronga adhéra au coup d'Etat des sergents, une initiative prise par les militants de Senza Tregua, plus déterminés, en passant à l'action militaire et en intensifiant au maximum la lutte armée. positions idéologiques du groupe d'intellectuels d'extrême gauche, principalement Oreste Scalzone et Piero Del Giudice. La Ronga et d’autres militants de la région milanaise, tels que Sergio Segio, Enrico Galmozzi et Massimo Libardi, ont décidé lors de la réunion de Marchirolo d’exclure de Senza Tregua les éléments provenant de Potere Operaio qui, après la libération du groupe, ils donneraient bientôt naissance aux Comités communistes révolutionnaires (CoCoRi) et aux Unités communistes combattantes (UCC).
La Ronga était également présent à la réunion suivante de Salò en octobre 1976 qui confirmait la décision du groupe milanais de rompre la cohésion avec les éléments provenant de Potere Operaio et participait surtout à la réunion finale de San Michele in Torri de mai 1977 sanctionnant établissement effectif de Prima Linea avec la confluence du groupe milanais d'origine avec les militants de Bergame, y compris Michele Viscardi, et avec le groupe important de Turin, formé notamment par Marco Donat Cattin, Roberto Rosso, Fabrizio Giai et Roberto Sandalo.
Caporal instructeur pendant son service militaire, Bruno La Ronga, connu au sein de la Linea Battaglia sous le nom Andrea, était considéré comme un expert en armement et avait contribué à l'amélioration de la structure militaire de l'organisation en formant de nombreux militants dans le utilisation d'armes à feu. Après une période initiale de terrorisme généralisé, Prima Linea s'est rapidement transformée en une organisation fortement militarisée, engagée dans une tentative d'imitation des Brigades rouges en termes de violence et d'efficacité; Après l’enlèvement de Moro, les dirigeants de Prima Linea et de La Ronga eux-mêmes ont envisagé la transition vers une lutte armée de plus en plus violente parsemée d’une série impressionnante d’attaques meurtrières contre la police, des hommes politiques, des industriels et des magistrats. La Ronga, qui se cachait depuis 1976, est devenue responsable du commandement militaire de l'organisation et faisait donc partie du commandement national de la ligne de front, principale structure de gestion de l'organisation.